# Демон (программа)
Де́мон (daemon, dæmon, др.-греч. δαίμων) — компьютерная программа в UNIX-подобных системах, запускаемая самой системой и работающая в фоновом режиме без прямого взаимодействия с пользователем.
Демоны обычно запускаются во время загрузки системы. Типичные задачи демонов: серверы сетевых протоколов (HTTP, FTP, электронная почта и др.), управление оборудованием, поддержка очередей печати, управление выполнением заданий по расписанию и т. д. В техническом смысле демоном считается процесс, который не имеет управляющего терминала. Чаще всего (но не обязательно) предком демона является init — корневой процесс UNIX. Традиционно названия демон-процессов заканчиваются на букву d, чтобы показать, что этот процесс является демоном, и для различия нормальной компьютерной программы и демона.
В операционных системах Solaris 10 и OpenSolaris для управления демонами используется специальный механизм — Service Management Facility.
В системах Windows аналогичный класс программ называется службой (англ. Services).

## Термин
Термин был придуман программистами проекта MAC Массачусетского технологического института, он отсылает к персонажу мысленного эксперимента, демону Максвелла, занимающегося сортировкой молекул в фоновом режиме. UNIX и UNIX-подобные системы унаследовали данную терминологию.
Демон также является персонажем греческой мифологии, выполняющим задачи, за которые не хотят браться боги. Как утверждается в «Справочнике системного администратора UNIX», в Древней Греции понятие «личный демон» было, отчасти, сопоставимо с современным понятием «ангел-хранитель».
Иногда слово daemon интерпретируют как акроним англ. Disk and execution monitor. Операционные системы семейства BSD используют изображение демона в качестве логотипа, иллюстрируя дальнейшее развитие понятия демона уже в христианской традиции.